# Ricordando il grande artista
Ricordando il grande artista è un album del cantante napoletano Lello Fiore, pubblicato nel 2011 dedicato al maestro della musica napoletana Mario Merola cantando 14 brani del grande artista.

## Tracce
1. Giuda
2. Acqua salata blu
3. E bello ò magnà
4. Bonasera
5. ò primmo attore
6. Paradiso è fuoco eterno
7. tu cà non chiagne
8. A' Camorra
9. Fantasia
10. A sciurara
11. Caino e Abele
12. Guapparia
13. Gente gente
14. vendicatore